# Tunnel-canal de Saint-Albin
Le tunnel-canal de Saint-Albin, ou canal souterrain de Saint-Albin, est un tunnel-canal  faisant partie d'un canal de dérivation de la Saône, afin de rendre cette rivière plus aisément navigable, en évitant un important méandre. Il est situé sur les communes françaises de Scey-sur-Saône-et-Saint-Albin et d'Ovanches, dans la Haute-Saône (région Bourgogne-Franche-Comté).

## Contexte
Le tunnel-canal est construit sur le canal de Saint-Albin, long de 2,2 km, qui permet de court-circuiter un méandre de la Saône et faire gagner 7 km aux plaisanciers et bateliers. Il permet d'éviter Traves ainsi que le barrage à aiguilles de Chassey-lès-Scey. Il est contrôlé en amont par la porte de Garde et en aval par une écluse.

## Histoire
Le projet est conçu par l'ingénieur Philippe Lacordaire. Les travaux débutent en 1838 mais sont interrompus ; après les campagnes de 1841, 1876 et 1880, le tunnel est achevé en 1882 sous la direction de Gustave Bouvaist,,. Long de 681 mètres pour 6,55 mètres de large, ce souterrain est encore en usage actuellement pour la navigation de plaisance.
Le tunnel (entrées et aération) et ses abords (terrassements), le canal de dérivation, les ponts amont et aval, le barrage à aiguilles et son magasin, ainsi que la maison de l’éclusier et ses dépendances font l’objet d’une inscription au titre des monuments historiques depuis le 18 septembre 1990.

## Galerie

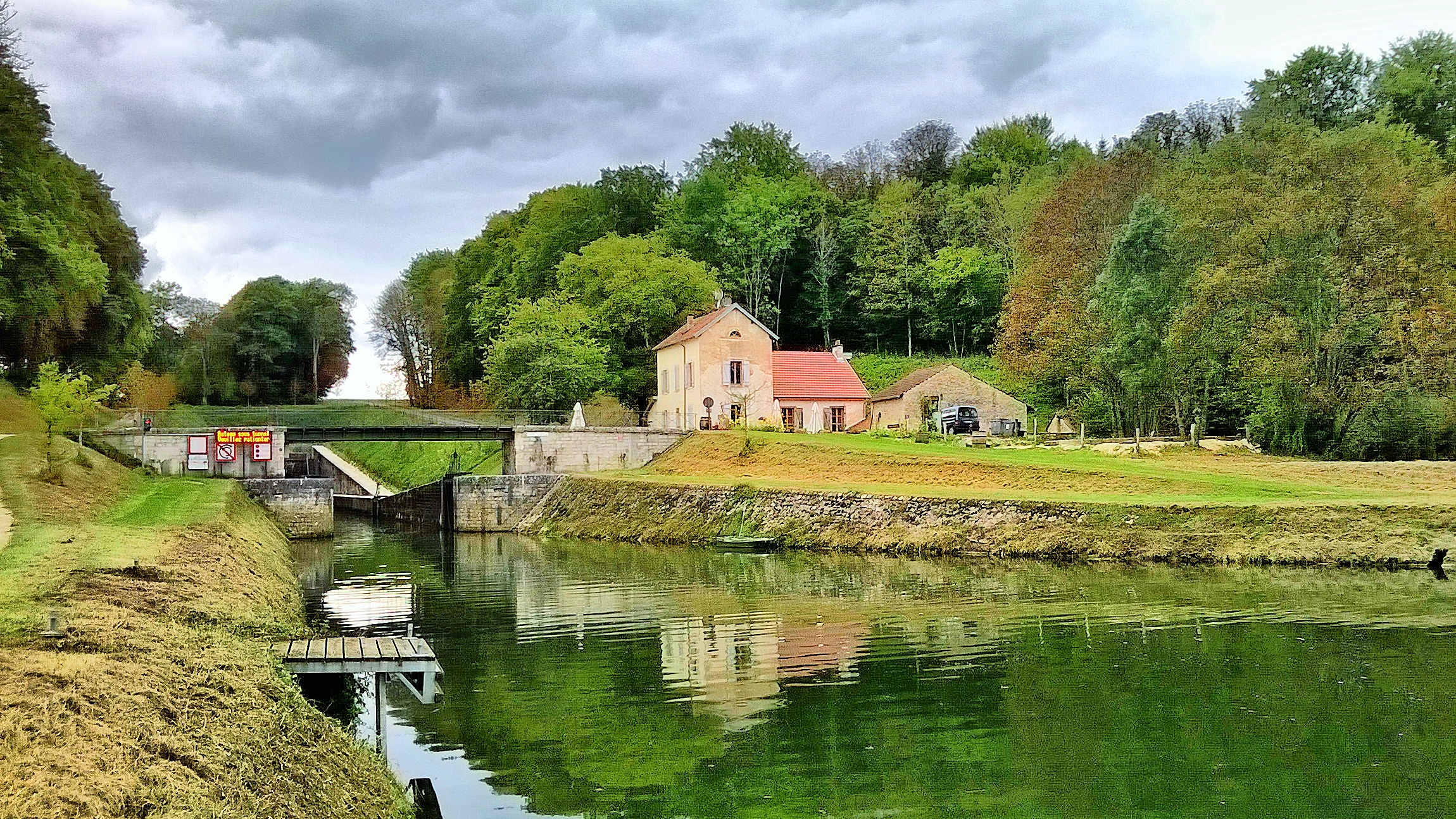
La porte de garde du canal Saint-Albin (côté amont).
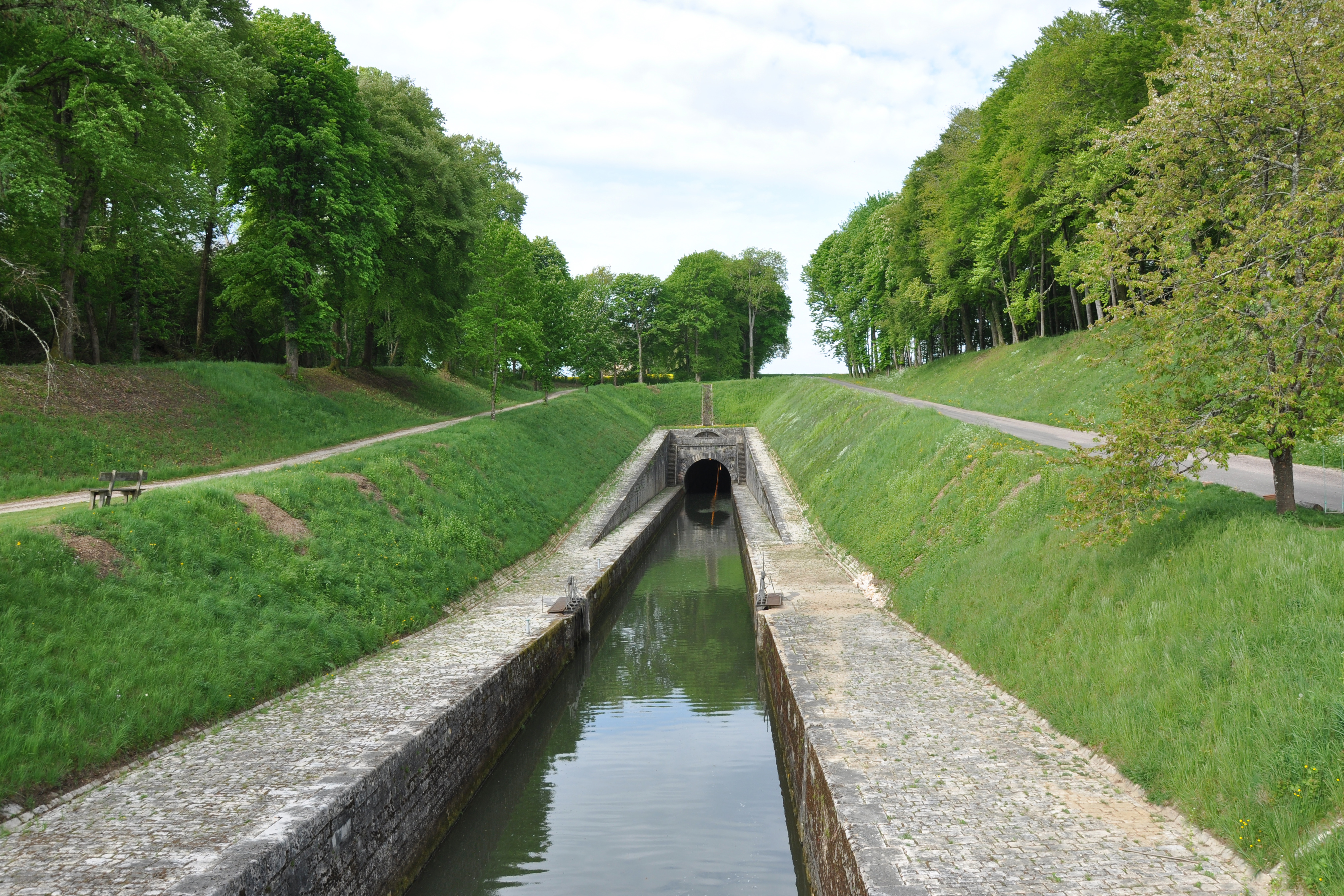
Entrée du tunnel côté amont.
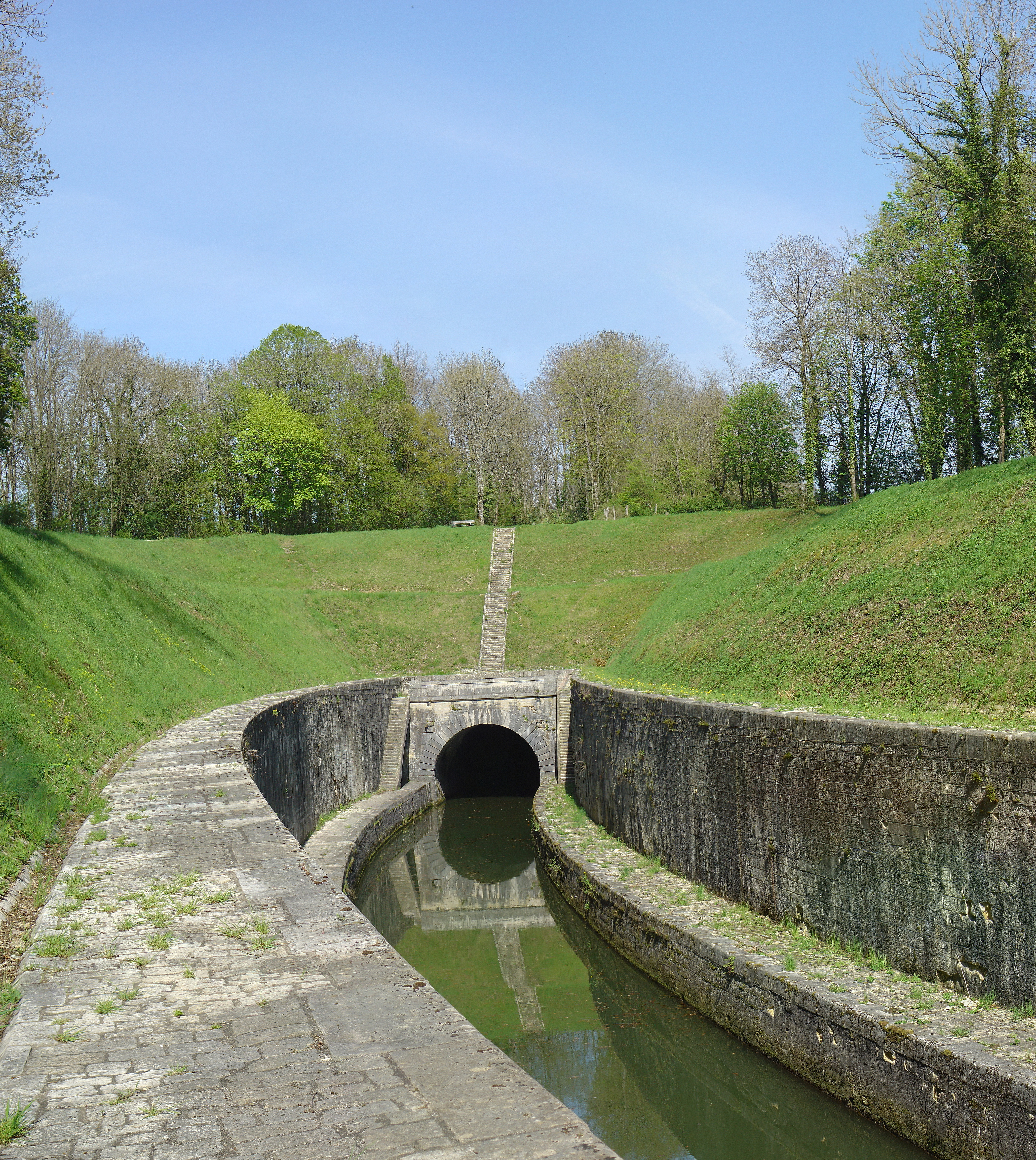
Entrée du tunnel côté aval.
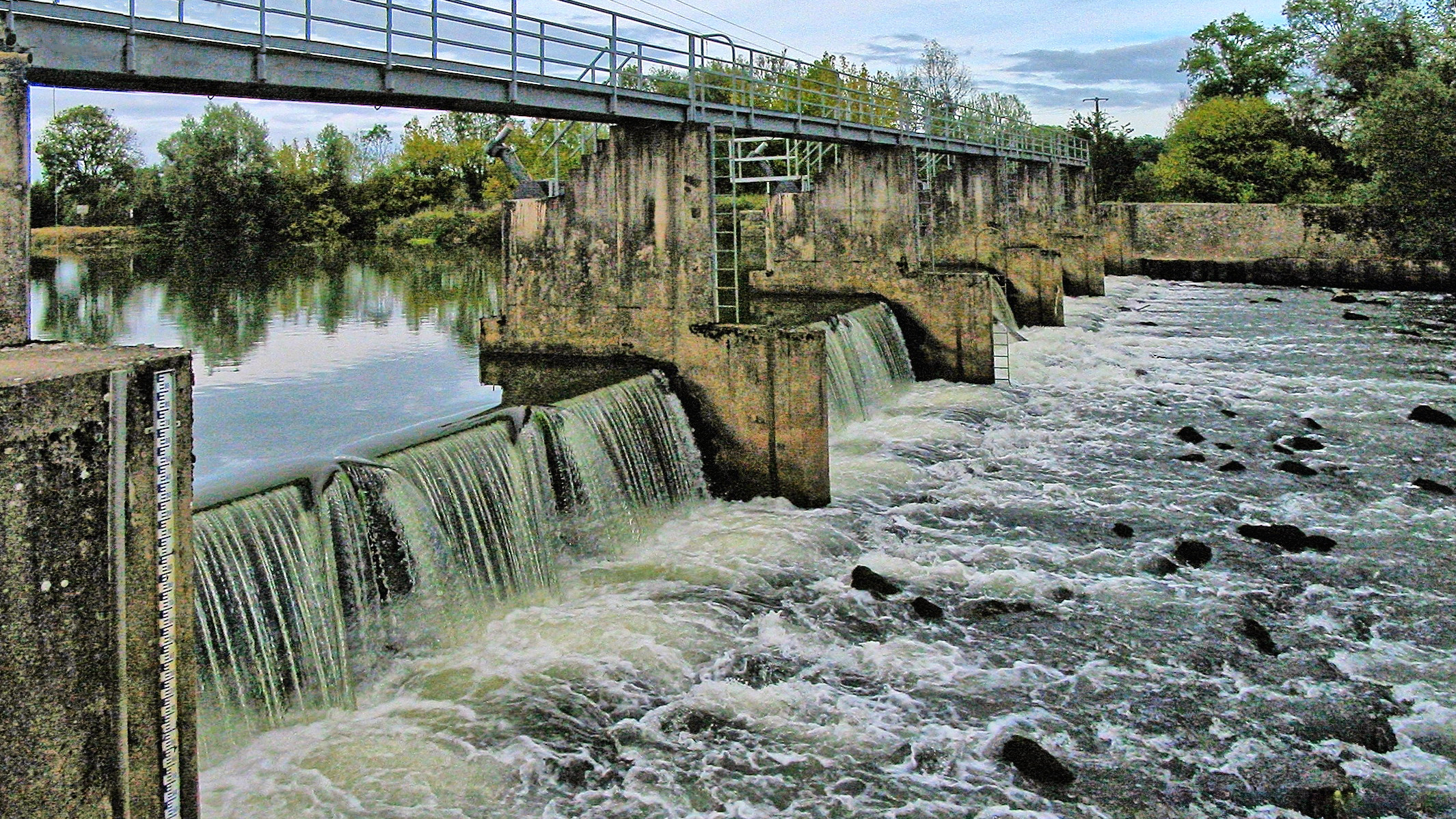
Le barrage à aiguilles sur la Saône.